# قرار مجلس الأمن التابع للأمم المتحدة رقم 1209
قرار مجلس الأمن التابع للأمم المتحدة رقم 1209، المتخذ بالإجماع في 19 تشرين الثاني / نوفمبر 1998، بعد التذكير بالقرارين 1170 (1998) و1196 (1998) بشأن أفريقيا، تناول المجلس تدفقات الأسلحة غير المشروعة في القارة.

## أعمال
وأعرب مجلس الأمن عن قلقه إزاء الاتجار غير المشروع بالأسلحة على نطاق واسع في أفريقيا، ولا سيما الأسلحة الصغيرة، وما يشكله من خطر على الأمن والتنمية والحالة الإنسانية في القارة. وفي هذا الصدد، تم حث البلدان الأفريقية على سن تشريعات بشأن استخدام الأسلحة. وتم تذكير الدول الأعضاء، ولا سيما تلك التي تصنع الأسلحة، بأهمية تقييد عمليات نقل الأسلحة التي يمكن أن تثير النزاعات المسلحة أو تطيل أمدها. وشجع القرار الدول الأفريقية على المشاركة في سجل الأمم المتحدة للأسلحة التقليدية وإنشاء سجلات إقليمية ودون إقليمية لتعزيز الشفافية في عمليات نقل الأسلحة. كما صدرت تعليمات لهم بالتوجه إلى الاتحاد الأوروبي ومنظمة الدول الأمريكية لجهودهم في معالجة تجارة الأسلحة واتخاذ إجراءات مماثلة.
وبالإضافة إلى ذلك، تم تشجيع الأمين العام على إيجاد سبل لتحديد تجار الأسلحة الدوليين الذين يتصرفون بما يخالف التشريعات الوطنية أو عمليات حظر الأسلحة التي تفرضها الأمم المتحدة. كما تم حثه على تعزيز التعاون بين الدول الأعضاء، واستكشاف سبل نشر المعلومات عن تدفقات الأسلحة وآثارها المزعزعة للاستقرار وتنفيذ برامج جمع الأسلحة الطوعية.

## روابط خارجية
- نص القرار في undocs.org